# Rafael Urióstegui
Rafael Urióstegui Soto es un productor de telenovelas que ha trabajado para las cadenas televisivas Televisa, Telemundo y TV Azteca.

## Biografía
Rafael Urióstegui comenzó su carrera como gerente de producción en las telenovelas de Carlos Sotomayor. Después como productor asociado realizó muchas telenovelas en los años noventa. Entre ellas se encuentran: Cadenas de amargura en 1991, Valeria y Maximiliano en 1992, Imperio de cristal en 1994 y La mentira en 1998.
Junto con Carlos Sotomayor salió de Televisa en 2001 y fue hasta 2004 cuando es creado como productor ejecutivo en varias telenovelas de Argos Comunicación producidas para Telemundo. 
En 2009 comienza a trabajar en TV Azteca, donde sus primeras producciones en la empresa fueron Mujer comprada, Prófugas del destino y Cielo rojo.

## Trayectoria

### Productor ejecutivo
TV Azteca

### Unitarios
- Un día para vivir (2021-presente)
- Rutas de la vida (2022)
- Mujeres rompiendo el silencio (2017)
- Están entre nosotros (2016)[1]

### Telenovelas
- Prohibido amar (2013/14)[2]
- Quererte así (2012)
- Cielo rojo (2011)
- Prófugas del destino (2010/11)
- Mujer comprada (2009/10)

Telemundo
- Sed de venganza (2024-2025)
- Juego de mentiras (2023)
- Primera parte de Más sabe el diablo (2009/10)
- El juramento (2008)
- Marina (2006/07)
- Gitanas (2004/05)

### Productor asociado
Televisa
- El derecho de nacer (2001)
- Infierno en el paraíso (1999)
- La mentira (1998)
- Amada enemiga  (1997)
- No tengo madre (Ya tengo madre, Ya valió madre) (1997)
- The guilt (1996/97) (versión estadounidense de La culpa)
- Forever (1996) (versión estadounidense de Para toda la vida)
- Shadow (1996) (versión estadounidense de La sombra del otro)
- Acapulco bay (1995) (versión estadounidense de Acapulco, cuerpo y alma)
- Empire (1995) (versión estadounidense de Imperio de cristal)
- Imperio de cristal (1994/95)
- Primera parte de El vuelo del águila (1994)
- Capricho (1993)
- Valeria y Maximiliano (1991/92)
- Vida robada (1991)

### Gerente de producción
- Cadenas de amargura (1991)
- Ángeles blancos (1990)
- Destino (1990)
- Las grandes aguas (1989)
- Pasión y poder (1988)